# The Addams Family (videogioco 1992 16 bit)
The Addams Family è un videogioco a piattaforme pubblicato dalla Ocean Software nel 1992-1993 per Mega Drive, SNES, Amiga e Atari ST. La versione SNES uscì anche come arcade, sul sistema a gettoni Nintendo Super System. Il titolo è ispirato al film La famiglia Addams; i personaggi sono fedeli alle loro controparti cinematografiche, sebbene in versione caricaturale.
Nello stesso periodo la Ocean pubblicò The Addams Family con licenza del film anche per altre piattaforme, ma con un design molto diverso.

## Trama
Il gioco segue il cammino di Gomez Addams, intento a salvare cinque membri della sua famiglia, che sono stati rapiti e nascosti nella sua magione, colma di trappole, strani esseri e passaggi segreti.
L'introduzione animata mostra invece Mano che gesticola.

## Modalità di gioco
Il gioco è un platform bidimensionale a scorrimento in tutte le direzioni.
Porte e passaggi consentono di passare tra ambienti diversi, affrontando un percorso non lineare.
Gomez può saltare, rannicchiarsi, correre con effetto di frenata-scivolata. In particolare, come Mario, può saltare sopra i nemici per eliminarli. A volte è possibile sfruttarli in questo modo anche come trampolino per arrivare ad altezze altrimenti proibitive.
Gli ambienti includono il giardino, la camera delle torture, la cucina, la libreria e la serra, ognuno caratterizzato da diversi nemici, sfondi e bonus nascosti.
I nemici variano, da creature tipiche dell'horror ad altre più assurde, e sono presenti alcuni boss.
Per perdere una vita Gomez dev'essere colpito più volte, e la sua resistenza è rappresentata da cuoricini, che inizialmente sono solo due.
Si possono raccogliere ricariche dei cuoricini e numerosi simboli di dollaro sparsi per gli schemi; accumulando molti dollari si guadagnano cuoricini e vite.
La sconfitta di un boss permette di salvare uno dei cinque parenti, oppure fa aumentare di uno il numero massimo di cuoricini.
Più raramente si possono trovare altri bonus, tra cui l'invincibilità temporanea, un fez-elicottero che consente di volare, scarpe per la velocità, una spada per abbattere i nemici e palline da lancio per attaccarli a distanza.
Ad ogni scatola di Mano, con su dipinta una 'A' di 'Addams', Gomez riceverà un consiglio per proseguire.
Avanzando nel gioco, il giocatore riceverà delle password per ricominciare la partita laddove era arrivato. Sono inoltre disponibili i continua.

## Colonna sonora
Il celebre tema della Famiglia Addams è presente soltanto nell'introduzione, durante il gioco ci sono accompagnamenti differenti.

## Accoglienza
The Addams Family venne acclamato come un grande successo, sebbene a parte la celebre ambientazione non presentasse originalità.
Veniva a volte considerato un tipico titolo che punta più sullo sfruttare rapidamente l'onda di successo del film di provenienza che sulla qualità. Le recensioni comunque furono generalmente positive e spesso molto buone. Computer+Videogiochi considerò la versione Amiga un hit (90%). K considerò più ordinaria la versione Amiga (720/1000), preferendo quella per SNES, mentre secondo The Games Machine (89% alla versione Amiga) sono praticamente uguali.
Secondo Amiga Byte il gioco risulta ripetitivo, ma con una difficoltà ben calibrata. Consolemania assegnò 92% alla versione SNES e 89% a quella successiva per Mega Drive.
Game Power considerò la versione SNES un degno concorrente del grande successo Super Mario World, assegnandole un 93%.